# جورج كونرو
جورج كونرو (1885 – 1957) هو مبارز بالسيف فرنسي راحل، مثّل بلاده في الألعاب الأولمبية الصيفية 1924.

## روابط رياضية
جورج كونرو على موقع أوليمبيديا (الإنجليزية)